# 1835年逝世人物列表
下面是1835年逝世的知名人士列表。
1835年逝世人物列表：1月 - 2月 - 3月 - 4月 - 5月 - 6月 - 7月 - 8月 - 9月 - 10月 - 11月 - 12月

## 1-6月

### 1月1日
- 馬蒂亞斯·戈迪娜，斯洛維尼亞路德教會牧師、作家和教師

### 2月8日
- 紀堯姆·迪普伊特倫，法國解剖學家、軍醫

### 2月15日
- 內森·戴恩，美國政治家
- 亨利·亨特，英國政治家

### 3月2日
- 弗朗茨二世，神聖羅馬帝國皇帝

### 3月18日
- 克里斯蒂安·君特·冯·伯恩斯托夫，丹麥人，普魯士政治家，外交家

### 3月28日
- 奧古斯特·德·博阿爾內，葡萄牙女王瑪麗亞二世的親王

### 3月30日
- 理查·夏普，英國帽子製造商、銀行家、商人、詩人、評論家、國會議員和健談者

### 4月1日
- 约瑟夫·赛德利茨，波蘭軍事領袖

### 4月8日
- 威廉·馮·洪堡，德國語言學家、哲學家[1]

### 4月10日
- 卡諾薩的抹大拉，義大利天主教徒，聖人

### 4月21日
- 撒母耳·斯萊特，美國實業家

### 5月8日
- 法蘭西斯卡·祖比亞加·貝納萊斯，秘魯第一夫人，有爭議的社交名媛

### 5月13日
- 約翰·納什，英國建築師

### 5月18日
- 威廉·克伯特，英國記者、作家

### 6月24日
- 安德列亞斯·米奧利斯，希臘海軍上將

### 6月25日
- 埃比尼澤·彭伯頓，美國教育家

## 7-12月

### 7月6日
- 约翰·马歇尔，美國最高法院有影響力的首席大法官

### 7月15日
- 伊莎貝拉·恰爾托雷斯卡，波蘭王妃

### 7月28日
- 爱德华·莫尔捷，法國元帥

### 8月18日
- 弗里德里希·施特罗迈尔，德國化學家[2]

### 9月23日
- 格奧爾格·阿德勒斯帕爾，瑞典軍事領袖
- 温琴佐·贝利尼，義大利作曲家

### 11月14日
- 詹姆斯·弗里曼，第一位自稱一神論者的美國神職人員

### 11月20日
- 約瑟夫·馮·巴德爾，德國鐵路先驅

### 11月29日
- 符騰堡的卡塔琳娜，傑羅姆·波拿巴的妻子

### 12月13日
- 約翰·斯托姆，美國革命軍士兵

### 12月17日
- 皮埃爾·路易·羅德勒，法國政治家、經濟學家和歷史學家

### 12月22日
- 大衛·霍薩克，美國醫生和教育家，漢密爾頓-伯爾決鬥的主治醫生

## 日期不詳
- 莎麗·海明斯 ，美國出生的奴隸，湯瑪斯·傑斐遜的妾
- 伊沙克·埃芬迪，奧斯曼工程師、翻譯家